# Liste von Jazzmusikern/A
| Abk.  | Instrument           |
| ----- | -------------------- |
| acc   | Akkordeon            |
| acl   | Altklarinette        |
| afl   | Altflöte             |
| arr   | Arrangement          |
| as    | Altsaxophon          |
| b     | Bass                 |
| bar   | Baritonsaxophon      |
| bcl   | Bassklarinette       |
| bjo   | Banjo                |
| bl    | Bandleader           |
| bo    | Bongo                |
| bs    | Basssaxophon         |
| cl    | Klarinette           |
| clo   | Cello                |
| comp  | Komponist            |
| cond  | Dirigent             |
| cor   | Kornett              |
| dr    | Schlagzeug           |
| eh    | Englischhorn         |
| ep    | Elektronisches Piano |
| fg    | Fagott               |
| fl    | Flöte                |
| flh   | Flügelhorn           |
| frh   | Frenchhorn           |
| gisy  | Gitarrensynthesizer  |
| git   | Gitarre              |
| gl    | Glockenspiel         |
| har   | Mundharmonika        |
| harp  | Harfe                |
| kb    | Kontrabass           |
| keyb  | Keyboard             |
| lyra  | Lyra                 |
| mando | Mandoline            |
| mar   | Marimba              |
| obo   | Oboe                 |
| org   | Orgel                |
| p     | Piano                |
| perc  | Perkussion           |
| picb  | Piccolobass          |
| pictp | Piccolotrompete      |
| reeds | Holzblasinstrumente  |
| sax   | Saxophon             |
| ss    | Sopransaxophon       |
| syn   | Synthesizer          |
| tb    | Tuba                 |
| th    | Tenorhorn            |
| tp    | Trompete             |
| trb   | Posaune              |
| ts    | Tenorsaxophon        |
| tt    | Turntables           |
| vib   | Vibraphon            |
| viola | Viola                |
| vl    | Violine              |
| voc   | Gesang               |

Diese Liste ist eine Unterseite der Liste von Jazzmusikern.

## Aa – Ak
- Frøy Aagre, ss, ts
- Ossi Aalto dr
- Juhani Aaltonen fl, ts
- Abe Aaron reeds
- Luca Aaron git
- Al Aarons tp, flh
- Irving Aaronson p, bl
- Eivind Aarset git
- Kush Abadey dr, bl
- Nasar Abadey dr
- Ben Abarbanel-Wolff ts, ss, fl, comp
- Greg Abate sax, fl, arr
- Rez Abbasi git
- Larry Abbott sax
- Martin Abbühl vl, voc
- Susanne Abbuehl voc
- Sakina Abdou reeds
- Stephan Abel ts, bar, p, bcl, fl, comp
- Chris Abelen trb
- Michael Abene p
- Ahmed Abdul-Malik b
- Ahmed Abdullah tp, flh
- John Abercrombie git, gisy
- Paul Abler git
- Don Abney p
- Mohamed Abozekry oud, comp
- Chris Abrahams p, syn
- Joshua Abrams kb, gimbri
- Lee (Leon Abramson) Abrams dr
- Muhal Richard Abrams p, cl, comp, bl
- Ray Abrams ts
- Wolfram Abt b, arr, comp
- Rabih Abou-Khalil Oud, fl, comp
- Adrian Acea p, tp, sax
- Johnny Acea p
- Bob Ackerman ts, as, fl, ss, sax, cl, bcl, arr, comp
- Claudia Acuña voc
- Naíma Acuña dr
- Beegie Adair p
- Ulf Adåker tp, flh, comp, arr
- Serge Adam tp, comp
- Peter Adamkovič key, comp
- Bruce Adams tp, flh
- Bucky Adams sax
- Christoph Adams p, keyb, voc
- Dwight Adams tp
- Ernie Adams d, perc
- George Adams ts, voc
- Gerald Adams kb
- Pepper Adams bs
- Cherise Adams-Burnett voc
- Jason Adasiewicz vib
- Leo Adde dr
- Jeanne Added voc, cel, bg, comp
- Bernard Addison git
- Cannonball Adderley as, ss, bl
- Nat Adderley cor, tp
- Nat Adderley Jr. p
- Bernard Addison git
- Adegboyega Adeniji p
- Bubi Aderhold as, bar
- Dave Adewumi to
- Lynn Adib voc, fl, perc, comp
- Michael Adkins ts
- Kamau Muata Adilifu tp, flh
- Brian Adler dr, perc
- Christopher Adler p
- Jerry Adler har
- Larry Adler har
- Alaeddin Adlernest fg, bcl
- Maucha Adnet voc, git, comp
- Dennis Adu tp, comp
- Jos Aerts dr
- Philippe Aerts kb
- Ron Affif git
- Stefan Aeby p, comp
- Josse Aerts dr
- Yasuko Agawa voc
- John Agea p
- Rob Agerbeek p
- Thomas Agergaard ts, comp
- Jacob Agerskov p
- Kasper Agnas git, comp
- Konrad Agnas dr, comp
- Mina Agossi voc, comp
- Aloisio Milanez Aguiar p, keyb
- Yazz Ahmed tp, flh, comp
- Pentti Ahola p, acc
- Olli Ahvenlahti p
- Lukas Aichinger dr, comp
- Elfi Aichinger voc, comp
- Miriam Aïda voc
- Gus Aiken tp
- Kei Akagi p, keyb
- David Ake p
- Shoji Aketagawa p
- Yoshitaka Akimitsu p
- Tokunbo Akinro voc
- Willie Akins ts, ss
- Kazumasa Akiyama git
- Toshiko Akiyoshi p, arr, comp, bl
- Pheeroan akLaff dr
- Ambrose Akinmusire tp
- Lukas Akintaya dr

## Ala – All
- Ahmad Alaadeen sax, comp
- Manny Albam bar, arr, comp
- Joe (Joseph) Albany p
- Jeff Albert trb, tu
- Willy Albimoor p, arr
- Paul Albrecht dr
- Gerald Albright sax, git, keyb
- Rafael Alcántara tp, voc, comp
- Victor Alcántara p, voc, comp
- Rodolfo Alchourrón git, comp, arr, cond
- Tito Alcedo git
- Alvin (Elmore) Alcorn tp
- Oliver Alcorn ts, ss, as, cl
- Melissa Aldana ts
- Howard Alden git
- Werner Aldinger tb, prod
- Johnny Alegre git, comp
- Gabriel Alegría tp
- Mats Äleklint trb, arr
- Oscar Alemán git
- Tony Aless p
- Thana Alexa voc, comp, arr
- Bob Alexander trb
- Charlie Alexander p
- Dee Alexander voc
- Eric Alexander ts
- Jan Alexander p, keyb, comp
- Joey Alexander p
- John Alexander sax, cl
- Monty Alexander p
- Mousie (Elmer) Alexander dr
- Ray Alexander vib, p
- Roland Alexander ts, ss
- Taru Alexander dr
- Van Alexander bl, arr, comp
- Bill Alexandre git
- Jovan Alexandre ts
- Bob Alexy tp
- Peo Alfonsi git
- Chalmers Alford git
- Chuz Alfred ts, as
- Mayte Alguacil voc
- Danny Alguire tp
- Kirsti Alho voc, comp
- Amin Ali bg
- Hasaan Ibn Ali p, comp
- Luqman Ali dr, perc, voc, comp
- Muhammad Ali dr
- Rashied Ali dr
- Sean Ali kb
- Don Alias dr
- Armin Alic kb
- Don Aliquo as, bar
- Michaël Alizon sax
- Björn Alke b
- Thomas Alkier dr
- Philippe Allaert dr
- Jan Allan tp
- Laurie Allan dr
- Dominic Alldis p, voc
- Philippe Allaert dr, perc
- Lee Boyd Allatson dr
- Fabrice Alleman sax, cl, fl
- Mike Allemana git
- Lina Allemano tp, comp
- Barclay Allen p, bl
- Byron Allen as
- Carl Allen dr
- Charlie Allen tp
- Dave Allen git
- Eddie Allen tp, flhn
- Edward Ed Allen p, cor
- Fletcher Allen ts, sax
- Gene Allen sax, fl, cl
- Geri Allen p
- Harry Allen ts
- Henry Red Allen tp, bl
- Henry Allen senior, tp, bl
- J. D. Allen III sax
- Jackie Allen voc
- Johnny Allen p, arr
- Marshall Allen as, fl
- Moses Allen tb, kb
- Sam Allen p
- Tyrone Allen kb
- Tony Aless p
- Vernon Alley kb
- Tim Allhoff p, ep, syn, comp
- Pierre Allier tp, arr
- Ben Allison kb
- Luther S. Allison p
- Mose Allison p, voc
- Lennart Allkemper ts, ss, bar, cl, bcl, fl, comp
- Peck Allmond tp, sax, fl, cl, trb
- Joël Allouche dr, perc
- James Allsopp ts, bar, bcl, cl, sax, comp, whistle
- David Allyn voc
- Karrin Allyson voc, p

## Alm – Alz
- Gonçalo Almeida kb
- Laurindo Almeida git
- Xavier Almeida p, dr
- Fabian Almazan p
- Livio Almeida sax
- Tony Almerico tp, cor, voc, bl
- Cliff Almond dr
- Gunnar Almstedt kb
- Ray Alonge frhn
- Mikhail Alperin p
- Trigger Alpert kb
- Adolphus Alsbrook kb, arr
- Ovie Alston tp
- Susanne Alt as, ss, ts, fl, comp
- Maarten Altena kb
- Sebastian Altekamp p, comp, arr
- Myriam Alter p, comp
- Bjørn Alterhaug, kb, comp
- Joe Alterman p
- Mike Alterman p, arr, comp
- Joshua Altheimer p
- Danny Altier as
- Tobias Altripp p, key, comp
- Barry Altschul dr, perc
- Charles Altura git
- Chico Alvarez tp
- Hélio Alves p
- Luiz Alves kb, comp
- Danny Alvin dr
- Hayes Alvis trb, b

## Am – Ao
- Jimmy Amadie p
- Rodrigo Amado sax
- Zoh Amba sax
- Felix Ambach dr
- Oren Ambarchi git, dr
- Ari Ambrose ts
- Bert Ambrose bl, v
- Flavio Ambrosetti as, ss, ts, vib
- Franco Ambrosetti tp, flh, comp
- Gianluca Ambrosetti ss, ts, as, carbophone
- Dave Ambrosio kb
- Fabienne Ambühl p, voc, comp
- Ramsey Ameen vln
- Robby Ameen dr, perc
- Olga Amelchenko as, comp
- Daniel Amelot kb
- Scott Amendola dr
- Francesco Amenta ts
- Paul Amereller dr
- Yuval Amihai git, comp
- Greg Amirault git
- Albert Ammons p
- Gene Ammons ts
- John Amoroso tp, voc
- Jean-Paul Amouroux p
- Dave (David Werner III) Amram horn, comp
- Nicolai Amrehn kb
- Paul Amrod p, comp
- Franck Amsallem p
- Bruno Amstad voc
- Billy Amstell ts, cl
- Rob Amster kb, e-b
- Nikolas Anadolis p, comp
- Kürşat And kb, e-b
- Jörn Anders tp, arr
- Jorge Anders cl, ts, arr, bl
- Arild Andersen kb, comp
- Henriette Andersen voc
- Thomas Winther Andersen kb, comp
- Jacob Anderskov p
- Bernard Anderson tp, p
- Marc Anderson perc
- Tuck Andress git
- William Alonzo 'Cat’ Anderson tp
- Chris Anderson p
- Duke Anderson p, arr, bl
- Ed Anderson tp
- Edward Anderson
- Ernestine Irene Anderson voc
- Fred Anderson ts
- Ivie Anderson voc
- Johnny Anderson tp
- Ray Anderson trb
- Reid Anderson kb
- Ulf Andersson ts, fl, ss, as, picollo-fl, alto-fl, cl, arr, comp
- Wes Anderson sax, fl, p
- Ellen Andersson voc
- Richard Andersson kb
- Thommy Andersson kb, cel, comp
- Frans André p
- Wayne Andre trb, tp
- Sam Andreae sax
- Panagiotis Andreou b, voc
- Bjørnar Andresen b, git
- Glen David Andrews trb, voc
- Tom Andrews dr
- Troy „Trombone Shorty“ Andrews trb, voc
- Luboš Andršt git
- Chuck Andrus kb
- Yannis Anft p, comp
- David Angel sax, arr, comp, cond
- Primo Angeli p, org
- Bruno Angeloni as, ts, ss, comp
- Vangelis Angelopoulos git
- Kliment Angelovski p
- Nicola Angelucci dr
- Brigitte Angerhausen p
- Laura Anglade voc
- Jason Anick viol, mandoline, comp
- Brittany Anjou p, key, vib, comp
- Lotte Anker ss, ts
- Anna.Luca voc, comp
- Bill Anschell p
- Viktoria Anton voc
- Charly Antolini dr
- Laurie Antonioli voc
- Giorgos Antoniou kb
- Bill Anthony kb
- Colin Anthony voc
- Ray Anthony alias Raymond Antonini, tp
- Ron Anthony git
- Hugo Antunes kb
- Tatsu Aoki kb

## Ap – As
- Bene Aperdannier p, ep, org
- Peter Apfelbaum p, org, ts, cl, fl, dr, comp
- Erlend Apneseth vl
- Stan Applebaum p, arr, cond
- Joe Appleton cl, sax
- Pat Appleton voc
- Ray Appleton dr, perc
- Willie Applewhite trb, arr
- Luca Aquino tp, flh, comp
- Yasuo Arakawa kb
- Shigeo Aramaki kb
- Irene Aranda p, comp
- Fernando Arbello, trb, comp
- Florian Arbenz dr
- Michael Arbenz p, comp
- Martin Archer as, ss, vl, kb, perc
- Tony Archer kb
- Vicente Archer kb
- James 'Jimmy' Archey trb
- Tom Archia ts
- Becky Archibald p
- Bernard Arcadio p, arr
- Josh Arcoleo ts
- Tal Arditi git, comp
- Neil Ardley comp, syn
- Fabian Arends dr, comp
- Maria Chiara Argirò p
- Genco Arı p, syn, arr, comp
- Susie Arioli voc, dr
- Jeanne Arland Peterson p, voc
- Tim Armacost ts, ss
- John Arman git, comp
- Sergio Armaroli dr, vib, comp
- Sam Armato sax, cl
- Chocolate Armenteros tp
- Ian Armit p
- Joe Armon-Jones p, key, comp
- Jackie Armstrong trb
- Lil Hardin Armstrong p, voc
- Louis Armstrong tp, cor, voc
- Poumy Arnaud dr
- Jean-Pierre Arnaud dr
- Jan Arnet kb
- Gus Arnheim bl, comp, p
- Bruce Arnold g, super collider, bj, comp
- Buddy Arnold ts, bs, cl, bcl
- Harry Arnold cl, ts, leader, arr
- Hubert Arnold p, arr
- John Arnold p
- Horacee Arnold dr
- Michael Arnold ts, ss
- Reg Arnold tp
- Don Arnone git
- Evan Arntzen ts, ss, cl, voc
- Lloyd Arntzen cl, ss
- Tom Arntzen p, voc
- Jahaziel Arrocha sax
- Sidney Arodin alias Arnondin, cl
- Francesco Aroni Vigone sax
- Ben Aronov p, keyb, arr
- Stanley Aronson ts, cl
- Marta Arpini voc, comp
- Lynne Arriale p
- Max Arsava p, syn, keyb, comp
- Genevieve Artadi voc, keyb, b, comp
- Tom Arthurs tp, flh
- Tom Artin trb
- Jacob Artved git
- Georges Arvanitas p, org
- Hirofumi Asaba git
- Tihomir Pop Asanović org, keyb, comp
- Karen Asatrian p, comp
- Hilde Louise Asbjørnsen voc, comp
- Stephan Aschböck keyb
- Jerry Ascione p, arr
- Marvin Ash alias Ashbaugh p
- Paul Ash bl, vln, p
- Steve Ash p
- Vic(tor) Ash cl, as, ts
- Omer Ashano  vln
- Dorothy Ashby harp, p, voc
- Harold Ashby ts
- Irving Ashby git
- Jay Ashby trb, comp, arr
- Marty Ashby git
- Byron Asher sax, cl
- Ehud Asherie p
- Ebba Åsman  trb
- Tine Asmundsen kb, comp
- Svend Asmussen vl, git
- Christos Asonitis dr
- Robin Aspland p, org, keyb, dr, comp, arr
- Peter Asplund tp, flh
- Badi Assad git, voc
- Roger Asselberghs bar, cl
- Victor Assis Brasil sax
- Nico Assumpção b
- Zeca Assumpção kb, arr, comp
- Frank Joseph Assunto tp
- Fred Assunto trb
- Jac Assunto trb, bjo
- Miriam Ast voc, as, comp
- Néstor Astarita dr
- Christophe Astolfi git
- Bob Astor bl, comp
- Felix Astor dr, git, voc, comp
- Arne Astrup ts, bl
- Ferenc Aszódy tp, flh

## At – Az
- Vasko Atanasovski as, ss, bar, fl, comp
- Bülent Ateş dr
- Boyd Atkins cl, ss, as
- Chet Atkins git
- Aye Aton dr, perc
- Shuji Atsuta tp
- Michel Attenoux as, cl
- Michael Attias ss, as, bar
- Jürgen Attig kb, eb, comp
- Gilad Atzmon ss, as, cl
- Allison Au as, ss, comp
- Callum Au trb, arr
- Gordon Au tp, comp
- Pierre Audétat p, comp
- Christoph Pepe Auer sax
- Martin Auer tp,
- Martin Auer tp, bl
- Josef "Pepsi" Auer p
- Vera Auer vib, acc, p
- Gregor Aufmesser kb, comp
- Charly Augschöll as, ts, cl, fl, voc
- Grażyna Auguścik voc, arr, comp
- Gregg August kb
- Humbert Augustynowicz p
- Giacomo Aula p
- Georgie Auld alias John Altwerger ts, as, ss
- Michael Aumer p, org, keyb
- Jean Aussanaire as, ss, bcl
- Eivind Austad p, keyb, comp
- Claire Austin voc
- Charles Austin ts, ss, as, fl, ob, engl-hrn, b-fl
- Chuck Austin tp
- David Austin p
- Johnny Austin tp
- Lovie Austin alias Cora Colhoun p
- Cuba Austin dr
- Jean-Paul Autin sax, bcl
- Herman Autrey tp
- Max Autsch dr, comp
- Peter Autschbach g
- Kārlis Auziņš ts, ss, comp
- Jean-Jacques Avenel kb
- Clem Avery tp, kb
- Mikel Patrick Avery dr
- Angela Avetisyan tp, comp
- Bobby Avey p
- Yonathan Avishai p, comp
- Omer Avital b
- Franck Avitabile p, comp
- Al Avola git, arr
- Slavko Avsenik junior p, ep, syn, comp
- Lennart Axelsson tp, flh
- Bent Axen p
- Joop Ayal sax, arr
- Charles Ayash dr
- Roy Ayers vib
- Albert Ayler as, ts, ss, dudelsack, comp
- Don Ayler tp
- Nelson Ayres p, comp
- David Azarian p
- Marcel Azzola acc
- Giorgio Azzolini b, comp